# Uncharted 2: Il covo dei ladri
Uncharted 2: Il covo dei ladri (Uncharted 2: Among Thieves) è un videogioco d'avventura dinamica del 2009, sviluppato da Naughty Dog e pubblicato da Sony Interactive Entertainment in esclusiva per PlayStation 3. Si tratta del secondo capitolo principale della celebre saga di videogiochi Uncharted.
Il gioco è stato annunciato ufficialmente nel dicembre del 2008 da Game Informer ed è stato pubblicato il 13 ottobre 2009 in Nord America e tre giorni dopo in Europa.
Il covo dei ladri prende avvio due anni dopo gli eventi di Drake's Fortune. In maniera simile alla storia precedente, la nuova avventura di Nathan Drake ruota attorno ad un mistero storico irrisolto su Marco Polo ed il suo famoso viaggio di ritorno dalla Cina nel 1292. Dopo essere stato per quasi 20 anni alla corte dell'imperatore Kublai Khan, Marco Polo partì con 14 navi ed oltre 600 persone tra passeggeri ed equipaggio, ma quando arrivò a destinazione un anno e mezzo dopo, rimasero soltanto una nave e 18 passeggeri. Anche se Marco Polo descrisse praticamente ogni cosa del suo viaggio dettagliatamente, non rivelò mai cosa accadde alla sua flotta perduta.
Il videogioco è stato acclamato dalla critica e dai giocatori diventando un punto di riferimento del genere avventura, nonché dell’intero panorama videoludico. Inoltre, ha ottenuto svariati premi, risultando il gioco più premiato del 2009. È stato anche un grande successo commerciale, con oltre 6 milioni di copie vendute nel mondo, ed è oggi generalmente considerato un capolavoro della storia videoludica, nonché uno dei migliori videogiochi mai realizzati.

## Trama
Due anni dopo la scoperta di El Dorado, Nathan Drake rincontra un suo vecchio amico, Harry Flynn e la sua ragazza (e vecchia fiamma di Nate) Chloe Frazer. Gli raccontano che il cliente di Flynn, Zoran Lazarevic, vuole che recuperi una lampada ad olio da un museo. Nate all'inizio rifiuta, ma accetta quando scopre che potrebbe celare la risposta al destino delle navi perdute di Marco Polo. Inoltre Nate e Chloe pianificano di scappare insieme dopo aver rinvenuto il tesoro all'insaputa di Flynn.
Ad Istanbul, Nate e Flynn irrompono nel museo e trovano la lampada. Al suo interno, trovano una pergamena completamente nera e della resina. Nate brucia la resina, la cui luce rivela sulla pergamena una mappa e l'esistenza di lettere apocrife di Polo. Scopre che la flotta venne colpita da uno tsunami al largo della costa occidentale del Borneo e che trasportava la pietra Cintamani da Shambhala. Nel momento in cui si preparano ad andarsene, Flynn tradisce Nate facendo scattare l'allarme e lasciandolo in balia delle guardie di sicurezza del museo. Nate tenta di scappare ma viene catturato dalla polizia turca.
Dopo tre mesi di galera, Nate riceve la visita del suo vecchio amico Victor "Sully" Sullivan, dicendogli di aver pagato la cauzione. Insieme a Sully c'è anche Chloe, che decide di unirsi con Nate alla ricerca della flotta di Polo e della pietra visto che Lazarevic ha trovato la flotta perduta.
In Borneo, Nate, Chloe e Sully trovano l'accampamento di Lazarevic. Nate scopre, attraverso le lettere di Marco Polo trovate da Lazarevic, che gli uomini sfuggirono allo tsunami sulla montagna vicina. Il trio raggiunge l'ultimo rifugio dell'equipaggio di Polo in un antico tempio e lì scoprono che tutti sono ridotti a scheletri con i denti neri. Nate accende della resina e segue delle vecchie tracce di sangue fino ad una scatola contenente un Phurba ed un'altra pergamena di Polo che svela un ulteriore indizio riguardo ad un tempio nella città di Kathmandu in Nepal. Sopraggiungono gli uomini di Flynn: Chloe decide di restare sotto copertura e fare finta di aver scovato i suoi amici. Flynn prende la mappa ed ordina a due soldati di condurre Nate e Sully da Lazarevic. Lontana dagli occhi di Flynn, Chloe uccide le due guardie e dà a Nate il Phurba dicendogli di incontrarsi in Nepal. Sully e Nate riescono a scappare e, una volta al sicuro, Sully informa Nate che non lo accompagnerà in Nepal, sentendosi "troppo vecchio per queste cose".
In Nepal, Nate trova la città divisa da una guerra civile e dalle truppe di Lazarevic, anche loro alla ricerca del tempio. Nate ritrova Chloe e i due si mettono alla ricerca del tempio, che ha dei simboli uguali a quelli sul Phurba. Mentre girano in una delle vie della città, incontrano la giornalista Elena Fisher ed il suo cameraman Jeff che stanno cercando Lazarevic nella speranza di avere una buona storia. Nate propone ad Elena e Jeff di venire con loro nonostante Chloe non sia concorde. Si inoltrano nel tempio e scoprono che la pietra e Shambhala sono nelle montagne dell'Himalaya. Nel frattempo, Jeff viene colpito da uno degli uomini di Lazarevic e Nate, Elena e Chloe cercano di portarlo al sicuro. Il gruppo però viene trovato da Flynn e Lazarevic: quest'ultimo uccide Jeff, prende il Phurba e costringe Chloe a seguirli sul loro treno. Flynn viene lasciato indietro ad uccidere Nate ed Elena, che però riescono a scappare.
Nate decide di andare al deposito treni per salvare Chloe ed Elena decide di aiutarlo. Grazie ad una jeep rubata dalla ragazza, Elena aiuta Nate a raggiungere il treno riuscendo a saltare appena in tempo sull'ultima carrozza. Nate quindi si dirige verso il primo vagone: ritrova Chloe che gli intima di andarsene ma viene colpito allo stomaco da Flynn. Nate è costretto a sparare a dei contenitori di gas propano uccidendo gli uomini di Flynn, ma mandando se stesso e metà del treno fuori dai binari in bilico su un burrone. Ferito e malconcio, riesce a mettersi in salvo recuperando anche il pugnale Phurba, ma successivamente Nate sviene per lo sfinimento.
Si sveglia in un villaggio tibetano dopo essere stato salvato da uno degli uomini del villaggio di nome Tenzin. L'uomo lo porta da Elena (che aveva seguito le tracce dell'incidente) e al capo del villaggio, un vecchio tedesco di nome Karl Schafer. Schafer dice a Nate che il Phurba è la chiave per Shambala, e che se Lazarevic riuscirà a prendere la pietra nessuno potrà fermarlo. Quindi manda Nate e Tenzin a cercare i resti della sua spedizione in cerca di Shambala, condotta dallo stesso Schafer settant'anni prima. Nelle caverne di ghiaccio, Nate e Tenzin scoprono che gli uomini di Schafer erano SS che facevano parte dell'Ahnenerbe e che furono uccisi da Schafer per proteggere il mondo dal potere della pietra. Mentre sono ancora nelle caverne, il duo viene attacco da strani e spaventosi mostri simili a Yeti, dotati di forza e agilità sovrumane. Alla loro fuga, scoprono che Lazarevic ha attaccato il villaggio di Tenzin e rapito Schafer. Nate e Tenzin sconfiggono gli uomini di Lazarevic e salvano il villaggio dalla distruzione totale. Nate ed Elena quindi vanno alla ricerca di Schafer.
Dopo aver distrutto metà del convoglio di Lazarevic, il camion di Nate ed Elena viene mandato giù da un precipizio; riescono tuttavia a salvarsi e a raggiungere un antico monastero buddhista che nasconde l'entrata segreta per Shambhala. La coppia combatte attraverso i molti edifici del monastero in cerca di Schafer; quando lo trovano è in punto di morte a causa delle percosse che Lazarevic gli ha inflitto per le informazioni. Prima di morire, Schafer dice a Nate che deve distruggere la pietra Cintamani, e di credergli.
Nate ed Elena vanno alla ricerca del Phurba mentre gli uomini di Lazarevic vengono continuamente attaccati e uccisi dagli stessi mostri che hanno attaccato Nate e Tenzin nelle caverne di ghiaccio. Trovano il pugnale da Chloe che glielo dà solo con la promessa di uccidere Lazarevic. Nate ed Elena trovano il passaggio segreto per Shambala, ma arriva Lazarevic che minaccia Nate di uccidere sia Elena che Chloe se non apre le porte ma, prima che Nate possa farlo, arrivano i mostri che cercano di ucciderli, ma Lazarevic li uccide a sua volta e scopre che i "mostri" in realtà sono uomini mutati dalla pelle viola e i denti neri che indossano costumi mostruosi, ovvero i Guardiani di Shambala. Arrivati in città, vengono attaccati di nuovo dai Guardiani, armati di balestre e non più travestiti, che iniziano uno scontro con i soldati. Questo permette a Nate, Elena e Chloe di scappare. Il trio raggiunge il tempio nel centro della città contenente la pietra, ma una volta lì scoprono che Polo si sbagliava, che la pietra non era uno zaffiro gigante, ma un grande frammento di ambra color azzurro, creata con la resina dell'Albero della vita.
Scoprono così che Lazarevic si sta recando proprio all'Albero. Ma prima di raggiungerlo, compare Flynn ferito, con una granata con la spoletta mancante. Flynn fa cadere la bomba, uccidendo se stesso e ferendo gravemente Elena. Chloe e Nate la aiutano a raggiungere l'entrata; una volta lì, mentre Chloe porta Elena il più lontano possibile, Nate si dirige da solo a fermare Lazarevic. Nate lo trova alla base dell'Albero della vita a bere la resina, capace di curare le ferite e conferire resistenza e forza sovrumane: Nate lo affronta in combattimento e lo sconfigge. Decide però di non ucciderlo e, allontanandosi dallo scontro, lascia Lazarevic ai Guardiani, che iniziano a picchiarlo fino alla morte.
Nate, Chloe ed Elena scappano dalla città di Shambhala che si sta sgretolando a causa della distruzione dell'Albero dovuta al combattimento con Lazarevic. Tornati al villaggio tibetano, Chloe chiede a Nate se amasse davvero Elena. Rendendosi conto di amarla, Chloe gli dice che dovrebbe dirglielo; i due si dicono addio quando compare Sully che sorregge Elena guarita. La ragazza gli chiede dove andranno ora e Nate, insicuro dei suoi piani futuri, la bacia; quindi insieme guardano il sole tramontare dietro le montagne.

## Modalità di gioco
Uncharted 2, rispetto al primo capitolo, ha delle nuove meccaniche di gameplay con delle azioni stealth e le fasi di scalate più libere. In questo nuovo episodio, Nathan è in grado di agire silenziosamente, senza farsi vedere, grazie alla nuova IA dei nemici. Nel gioco non ci sono scene di caricamento.
Non è presente una modalita co-op offline per due giocatori all'interno dell'avventura principale, poiché Nathan Drake vivrà l'avventura da solo senza essere accompagnato da un partner. È presente invece la co-op online per un totale di dieci giocatori al massimo.

### Multigiocatore
Le modalità multigiocatore sono: 
- Deathmatch dove due squadre da cinque giocatori devono uccidere più avversari possibili, vince la squadra che arriva a ucciderne per prima 50.
- Eliminazione dove si deve eliminare l'altra squadra, dopo esser stati uccisi non si può più giocare fino a che non termini l'attuale round.
- Saccheggio in cui (sempre due squadre da cinque giocatori) bisogna portare un tesoro nel luogo di destinazione e vince la squadra che ne porta per prima 5
- Guerra di campo dove si devono difendere più zone possibili dagli avversari
- Re della collina in questa modalità si deve difendere o attaccare una sola zona
- Reazione a catena qui, invece si devono conquistare e difendere le zone nell'ordine (ogni zona è contrassegnata da numeri da 1 a 5).

Oltre queste vi sono le modalità Co-op, fino a 3 giocatori:
- Corsa all'oro Tu e i tuoi amici dovete riportate il tesoro alla base.
- Sopravvivenza Sopravvivi alle dieci ondate di soldati nemici
- Obiettivo Cooperativa essa è molto simile ad alcuni spezzoni della Modalità in giocatore singolo ma con particolari diversi ad esempio le strade da percorrere o il luogo in cui battersi con i nemici.

## Personaggi
- Nathan Drake: già protagonista del primo capitolo, è un moderno cacciatore di tesori ed abile combattente e scalatore. La voce italiana è di Matteo Zanotti.
- Chloe Frazer: è una cacciatrice di tesori abile con le armi. Non la si può definire una persona romantica. La voce italiana è di Aglaia Zannetti.
- Harry Flynn: è un cacciatore di tesori assetato di denaro e vecchia conoscenza di Drake. Si metterà a lavorare per Zoran Lazarevic, signore della guerra serbo, in qualità di "esperto". La voce italiana è di Dario Maria Dossena.
- Elena Fisher: è la giornalista compagna di avventure di Drake nel primo capitolo compare a sorpresa non più come reporter alle prime armi, pronta a cercare l'aiuto di improbabili avventurieri (come lo stesso Drake), bensì come giornalista in carriera che si occupa di servizi importanti e pericolosi. La voce italiana è Loretta Di Pisa.
- Victor Sullivan: è l'amico e mentore di Drake, ricompare immutato dal primo capitolo, anche se apprendiamo che ha sperperato tutta la sua parte di tesoro. La voce italiana è di Giovanni Battezzato.
- Zoran Lazarević: un criminale di guerra che è interessato alla Pietra Cintamani dell'antica città di Shambhala, che dona l'immortalità a chi la possiede. Alla fine del gioco, dopo essere stato sconfitto da Nate, viene massacrato dai Guardiani Di Shambala. La voce italiana è di Dario Oppido.
- Karl Schäfer: è un anziano capo tedesco di un villaggio in Nepal, deciso a proteggere a tutti i costi la città di Shambala. Si scoprirà in seguito che è un ex membro della SS. Muore verso la fine del gioco, a causa delle percosse dategli da Lazarevic.  La voce italiana è di Riccardo Rovatti.
- Tenzin: un abitante di quel villaggio. Salva Nate dall'incidente del treno e lo accompagna a trovare i resti della vecchia spedizione verso Shambala di Schafer. Dimostra particolare agilità e coraggio.

## Sviluppo
Il primo video è stato mostrato da Game Informer a dicembre 2008, dove viene mostrato Nathan Drake stanco e ferito che cammina nel mezzo di una tempesta di neve per raggiungere un Phurba sepolto per metà nella neve. Il direttore artistico, Richard Diamant, ha confermato che il video mostrato era in real-time, utilizzando l'engine del gioco. Un secondo trailer è stato pubblicato in occasione del Video Games Awards 2008, in cui Nathan Drake, gravemente ferito, è bloccato tra i resti di un treno che stanno per cadere in un precipizio.
Il 27 aprile 2009 Naughty Dog ha ufficialmente confermato che è possibile affrontare sfide multiplayer cooperative e competitive online.
Il 27 luglio 2009 il presidente della Naughty Dog, Christophe Balestra, ha confermato che il gioco non richiede una installazione obbligatoria sull'hard drive della PlayStation 3.
Nel corso del 2009 il gioco è stato mostrato sotto forma di video e immagini nelle conferenza dell'E3 2009 e al GDC 2009.
La beta multiplayer pubblica è stata distribuita dal 29 settembre al 12 ottobre 2009.
Amy Hennig, direttrice creativa di Uncharted 2, ha rivelato che sono presenti oltre 100 minuti di riprese cinematografiche e con una longevità pari a 12-15 ore, senza contare le modalità coop e multiplayer.
La colonna sonora del gioco è composta da Greg Edmonson.
Alla fine dei titoli di coda compare una scritta in cui i programmatori della Naughty Dog ringraziano la Bungie e la Infinity Ward per averli aiutati durante la produzione e soprattutto per avergli gentilmente prestato la struttura fisica degli ambienti, le animazioni del protagonista e dei personaggi secondari.

## Grafica e tecnologia
Uncharted 2 utilizza una evoluzione del motore grafico proprietario: il Naughty Dog Engine 2.0 che ha come punto forte le texture e l'illuminazione. Nei video bonus presenti all'interno del disco si dice che il personaggio principale Nathan Drake è composto da ben 80.000 poligoni. Naughty Dog ha precisato, infatti, di conoscere a fondo la struttura della PlayStation 3, e quindi di sfruttarne le piene potenzialità. Il motore fisico utilizzato è l'Havok. In Uncharted: Drake's Fortune è stato utilizzato il motore grafico denominato Naughty Dog Engine 1.0, ed è stato confermato che sfruttava il 30% del processore Cell di PlayStation 3.
Il 26 agosto 2009 è stato rilevato che Uncharted 2 sfrutta il pieno 100% del processore Cell e che il gioco utilizza tutto lo spazio di 25 GB, disponibile nel Blu-ray Disc.
Naughty Dog ha anche dichiarato che Uncharted 2 non potrà mai essere convertito per Xbox 360 a causa dello sviluppo specifico del gioco sul processore Cell, della cooperazione tra quest'ultimo e l'RSX Reality Synthesizer per garantire prestazioni grafiche nettamente superiori, e delle scarse dimensioni dei DVD-DL.

## Edizioni limitate

### Collector's Edition
Nelle Collector's Edition possiamo avere dei contenuti scaricabili dal PlayStation Network usando dei codici presenti nella confezione:
- Armi placcate in oro da usare nelle sfide multiplayer.
- 2 skin: Drake in maglietta da baseball e Prakoso, (per il Regno Unito Navarro) da usare nelle sfide multiplayer.
- Tema per personalizzazione XMB.
- Set di 2 cartoline.

### Uncharted 2: Fortune Hunter Edition
L'unico modo per avere tale edizione è stato partecipare a dei concorsi indetti da Naughty Dog e Sony attraverso il blog ufficiale PlayStation, PlayStation Home o la beta stessa di Uncharted 2. La promozione è stata valida solo per gli Stati Uniti. Uncharted 2: Fortune Hunter Edition comprende:
- Una perfetta riproduzione della Phurba Dagger del gioco.
- Un art book.
- Alcuni codici per scaricare DLC esclusivi.
- Una confezione autografata dai Naughty Dog.

## Accoglienza

### Vendite
Il 30 marzo 2012 la Sony ha annunciato che Uncharted 2: Il covo dei ladri ha venduto in tutto il mondo 5 milioni di copie.
Nonostante la data d'uscita italiana fosse mercoledì 14 ottobre, molti rivenditori, in particolare della catena Blockbuster/Gamerush e GameStop, hanno violato il day one e l'hanno messo in vendita già lunedì 12, appena arrivate le forniture.

### Critica
| Pubblicazione                                                                                            | Voto   |
| --- | ------ |
| Project Console review: Uncharted 2: Among Thieves                                                       | 9.3/10 |
| PSM3 (Francese)                                                                                          | 17/20  |
| Official PlayStation Magazine (USA) Archiviato il 24 gennaio 2010 in Internet Archive.                   | 4/5    |
| GamesRadar                                                                                               | 8.5/10 |
| Gameblog (Francese)                                                                                      | 3.5/5  |
| IGN | 9.5/10 |
| E4G Everything For Gamers                                                                                | 9.2/10 |
| Yahoo | 4.5/5  |
| Gamereactor Archiviato il 20 febbraio 2017 in Internet Archive.                                          | 8/10   |
| Gamereactor Archiviato il 20 febbraio 2017 in Internet Archive. (Norvegia)                               | 9/10   |
| IVG Review: Uncharted 2: Among Thieves                                                                   | 9/10   |
| Gorilla Jumpers - Uncharted 2: Among Thieves Review                                                      | B/A+   |
| Official PlayStation Magazine (UK)                                                                       | 10/10  |
| CVG Uncharted 2 Review                                                                                   | 9/10   |
| 1UP.com Uncharted 2: Among Thieves (PS3) Review                                                          | A/A+   |
| Eurogamer Uncharted 2 Review                                                                             | 8.5/10 |
| G4 Uncharted 2 ReviewArchiviato il 19 dicembre 2016 in Internet Archive.                                 | 3.5/5  |
| Gamepro Uncharted 2 Review Archiviato il 3 ottobre 2009 in Internet Archive.                             | 4.5/5  |
| PSM France review Uncharted 2                                                                            | 9/10   |
| VideoGamer Uncharted 2 Review                                                                            | 9/10   |
| Spaziogames Recensione Uncharted 2: Il covo dei ladri Archiviato il 10 ottobre 2009 in Internet Archive. | 9/10   |
| TotalVideogames Uncharted 2: Among Thieves Review                                                        | 8.5/10 |
| Play Mag Uk REVIEW – Uncharted 2: Among Thieves                                                          | 93/100 |
| Eurogamer.nl: Uncharted 2: Among Thieves Review                                                          | 9/10   |
| Level7.nu: Uncharted 2 Review                                                                            | 8.5/10 |
| Vandal Online Uncharted 2: Among Thieves review Archiviato il 20 febbraio 2017 in Internet Archive.      | 9.3/10 |
| Videogameszone: Uncharted 2 Review                                                                       | 89/100 |
| ITAvisen.no: Uncharted 2: Among Thieves Review                                                           | 5/6    |
| MyGames: Uncharted 2 Among Thieves Review Archiviato il 20 febbraio 2017 in Internet Archive.            | 92/100 |
| Official PlayStation Magazine (Australia) Archiviato il 15 aprile 2012 in Internet Archive.              | 90/100 |
| PlayTM: Uncharted 2: Among Thieves Review                                                                | 90/100 |
| Uncharted 2: Among Thieves Review - Best Game of the Year                                                | 8.5/10 |
| Gametrailers: Uncharted 2: Among Thieves Review                                                          | 9/10   |
| Endsights: Uncharted 2: Among Thieves Review                                                             | 4/5    |
| Danish site "Boomtown" reviews Uncharted 2: Among Thieves                                                | 9/10   |
| Associated Press Review: 'Uncharted 2' Delivers High-octane PS3 Adventure                                | 3/4    |
| USA Today Reviews Uncharted 2: Among Thieves                                                             | 3.2/4  |
| PSXE: Uncharted 2: Among Thieves Review                                                                  | 8.7/10 |
| GameSpot: Uncharted 2 Review                                                                             | 9/10   |
| Eurogamer Italy: Uncharted 2 review                                                                      | 8/10   |
| GayGamer Reviews Uncharted 2: Among Thieves Archiviato il 9 ottobre 2009 in Internet Archive.            | 9.3/10 |
| Fragland: Uncharted 2: Among Thieves Review                                                              | 91/100 |
| PlayStation Squad: Uncharted 2: Among Thieves Review                                                     | 8.9/10 |
| GameZone: Uncharted 2: Among Thieves Review                                                              | 8/10   |
| MSNBC: Uncharted 2 Review                                                                                | 8/10   |
| PlayStation LifeStyle Review: Uncharted 2: Among Thieves                                                 | 4/5    |
| MSN: Uncharted 2 Review                                                                                  | 4.5/5  |
| Game Informer: Uncharted 2: Among Thieves Review                                                         | 8/10   |
| Strategy Informer: Uncharted 2: Among Thieves Review                                                     | 9.2/10 |
| Eurogamer Germany: Uncharted 2: Among Thieves Review                                                     | 8/10   |
| Hardcore Gamer: Uncharted 2 Review                                                                       | 4.2/5  |
| Uncharted 2 Review: Among the Best of All-Time (Examiner)                                                | 8.3/10 |
| Giant Bomb: Uncharted 2 Review                                                                           | 3.6/5  |
| Gameplanet: Uncharted 2: Among Thieves Review                                                            | 9/10   |
| TheGo: Uncharted 2: Among Thieves Review                                                                 | 9.2/10 |
| Uncharted 2: Among Thieves Review (Double Review)                                                        | 4/5    |
| DailyGame - Uncharted 2 Review                                                                           | 9.3/10 |
| IGN UK Uncharted 2: Among Thieves Review                                                                 | 9/10   |
| Kombo: Uncharted 2 Review                                                                                | 8.5/10 |
| Edge Review: Uncharted 2: Among Thieves                                                                  | 9/10   |
| UGO: Uncharted 2: Among Thieves Review                                                                   | A/A+   |
| GamersDigest: Uncharted 2 Review                                                                         | 9.3/10 |
| Bone-Idle: Uncharted 2 Review                                                                            | 91/100 |
| Game-Boyz: Uncharted 2 Review                                                                            | 8/10   |
| The Independent: Uncharted 2: Among Thieves Review                                                       | 4/5    |
| Uncharted 2: Among Thieves - ZTGD Review                                                                 | 10/10  |
| Uncharted 2: Among Thieves - Review Brazil                                                               | 4/5    |
| PCN Review: Uncharted 2: Among Thieves                                                                   | 9/10   |
| OXCGN Reviews Uncharted 2                                                                                | 8.5/10 |
| ConnectedConsoles: Uncharted 2: Among Thieves Multiplayer Review                                         | 90/100 |
| RogueBurners.com - Uncharted 2: Among Thieves Review                                                     | 9/10   |
| OCG: Uncharted 2 Review                                                                                  | 4.3/5  |
| ResumePlay Review: Uncharted 2: Among Thieves                                                            | 5/5    |
| Maxim: Uncharted 2: Among Thieves Review                                                                 | 4/5    |
| LA Times Review: Uncharted 2 Among Thieves                                                               | A/A+   |
| TGH Review: Uncharted 2: Among Thieves                                                                   | 4/5    |
| RecensioniVideogiochi.it: Uncharted 2 Recensione Italiana                                                | 9.3/10 |
| Metarecensioni                                                                                           | Voto   |
| GameRankings basato su 84 recensioni                                                                     | 96.40% |
| GameStats basato su 54 recensioni                                                                        | 9.3/10 |
| Metacritic basato su 105 recensioni                                                                      | 96/100 |

## Riconoscimenti
- Spike Video Game Awards 2009:[27]
  - Game of the Year
  - Best Graphics
  - Best PS3 Game
- BAFTA Games Awards:[28]
  - Original Score
  - Action
  - Story
  - Use of Audio
- Metacritic:[29]
  - Game of the Year
- G4TV E3 2009 Awards:[30]
  - Migliore Quarto Gioco Visto all'E3 2009
  - Migliore Secondo Gioco PS3
- GameSpot E3 2009 Awards:[31][32]
  - Migliore Grafica
  - Migliore Gioco PS3
- 1Up.com E3 2009 Awards:[33]
  - Quinto posto allo ShowGame
  - Migliore Gioco d'Avventura per PS3
- X-Play E3 2009 Awards:[34]
  - Settimo Gioco dello Show
  - Migliore Gioco d'Avventura per PS3
- GameSpy E3 2009:[35]
  - Migliore Gioco D'Azione per PS3
- GameTrailers E3 2009 Awards:[36][37]
  - Migliore Sparatutto in Terza Persona
  - Migliore Grafica
- Games Radar E3 2009 Awards:[38]
  - Demo più Sorprendente
- AIAS Awards:[39]
  - Outstanding Achievement in Game Direction
  - Outstanding Achievement in Animation
  - Outstanding Achievement in Visual Engineering
  - Outstanding Achievement in Art Direction
  - Outstanding Achievement in Story - Original
  - Outstanding Achievement in Original Music Composition
  - Outstanding Achievement in Game Play Engineering
  - Outstanding Achievement in Sound Design
  - Adventure Game of the Year
  - Game of the Year
- Writers Guild of America Awards:[40]
  - Videogame Writing
- Gamescom Awards:[41]
  - Best Console Game
- Spaziogames:[42]
  - Miglior Action/adventure
  - Miglior gioco PS3
  - Gioco dell’anno

## Sequel
Il game designer di Uncharted 2 ha confermato il sequel del gioco. Nel gennaio 2010, è ancora l'attore Nolan North a dare la voce a Nathan Drake in Uncharted 3 e che lo sviluppo di quest'ultimo inizia a partire dal 2010. È stato annunciato ufficialmente il titolo del sequel Uncharted 3: L'inganno di Drake ed uscito il 1º novembre 2011 negli USA.

## Contenuto scaricabile
Il primo pacchetto di contenuti scaricabili (DLC) è stato pubblicato il 27 novembre 2009 e presentava una nuova mappa multiplayer, "The Fort", dal capitolo "The Fortress" in Drake's Fortune gratis. L'11 dicembre 2009, Uncharted: Eye of Indra Multiplayer Skin Pack è stato pubblicato, in esclusiva per il PAL PlayStation Store. Include tutte e quattro le parti del fumetto di movimento Uncharted: Eye of Indra e due skin multiplayer Uncharted 2 basate sul fumetto di movimento. Il pacchetto contiene Rika per gli eroi e Pinkerton per i cattivi. Il pacchetto è stato successivamente pubblicato in Nord America.
Il 28 gennaio 2010 è stato pubblicato il "PlayStation Heroes Skin Pack", contenente Sev e un soldato Helghast di Killzone 2, Nathan Hale e una Chimera della serie Resistance, e Cole (Evil and Good) insieme a Zeke di inFamous. La demo per giocatore singolo di Uncharted 2 è stata pubblicata lo stesso giorno. Il 25 febbraio 2010, un pacchetto DLC che conteneva due nuove mappe multiplayer, sei skin basate su Uncharted: Drake's Fortune, 12 trofei PSN e 13 medaglie è stato pubblicato. Le skin sono state pubblicate come singolo acquisto e le 2 mappe con i 12 Trofei PSN sono state pubblicate come singolo acquisto. È stato anche pubblicato un pacchetto di entrambi gli acquisti. Il 22 aprile 2010 è stato pubblicato il terzo pacchetto di espansione, "Siege". Questo pacchetto DLC conteneva una nuova modalità multiplayer co-op conosciuta come Siege, due nuove mappe multiplayer, sei nuove skin di personaggi e 11 Trofei PSN (10 dei quali sono in bronzo, uno dei quali è in argento). Due delle sei nuove skin sono di Uncharted: Drake's Fortune e le altre quattro sono nuove ed esclusive del gioco. Il 26 agosto 2010 è stato pubblicato il "Sidekick Skin Pack", contenente 6 apparizioni alternative di personaggi precedentemente disponibili, e 2 nuove skin di cattivi, Dillon e Mac. Il 7 settembre 2010 è stato annunciato che è in arrivo un nuovo DLC per il gioco. Il 12 dicembre 2010 è stato pubblicato il DLC "Golden Guns", precedentemente esclusivo. Questo pacchetto DLC conteneva skin d'oro per le armi AK-47 e Beretta.

## Curiosità
- Il titolo originale Among Thieves è un palese riferimento ai detti "honor among thieves" (onore tra i ladri) e "no honor among thieves" (disonore tra i ladri), che omette volutamente la prima parte per lasciare al giocatore il compito di scoprire se vige o meno l'onore tra i ladri del gioco. La traduzione letterale italiana sarebbe quindi "tra i ladri" o anche "onore tra i ladri, tuttavia i responsabili dell'adattamento l'hanno adattato come covo dei ladri, sebbene non vi sia alcuna menzione nella storia e rendendo quindi il titolo in italiano senza alcun senso. Si tratta dunque di un errore di adattamento che non fu mai corretto nel tempo per ragioni ignote.